# Manuel Pinho
Pour les articles homonymes, voir Pinho.
Manuel António Gomes de Almeida de Pinho, né le 28 octobre 1954, est un économiste portugais, qui est ministre de l'Économie et de l'Innovation du Portugal et est professeur à la School of International and Public Affairs de l'université Columbia aux États Unis.

## Formation
Titulaire d'une licence en économie de l'Institut supérieur d'économie depuis 1976, il obtient son doctorat à l'université Paris-X en 1983.

## Activité professionnelle
Il travaille tout d'abord comme professeur à l'université catholique portugaise et à l'Institut supérieur d'économie, de 1982 à 1984, puis devient économiste auprès du Fonds monétaire international (FMI) jusqu'en 1987.
Membre du Conseil économique et social à partir de 1992, il quitte son siège en 1994 pour entrer dans le secteur bancaire en tant qu'administrateur de Banco Espírito Santo, poste qu'il conserve jusqu'en 2004.
Manuel Pinho occupe également les fonctions de directeur général du Trésor public, de président du Comité de crédit public, représentant l'État portugais au Comité monétaire de l'Union européenne, et d'administrateur de la Banque européenne d'investissement.

## Politique
Le 14 mars 2005, Manuel Pinho est nommé ministre de l'Économie et de l'Innovation dans le gouvernement du nouveau Premier ministre socialiste José Sócrates. Il n´appartient à aucun parti politique.
En 2007, il est président du Conseil des ministres européens de l'énergie et de la compétitivité.
Il démissionne le 2 juillet 2009, à moins de trois mois des élections législatives, après avoir offensé le président du groupe communiste à l'Assemblée de la République qui l´avait insulté en formant avec ses doigts des « cornes de cocu », et ce au cours du débat sur l'état de la Nation.
Il est remplacé quatre jours plus tard par le ministre des Finances, Teixeira dos Santos.
Peu après, il annonce son retrait de la vie politique.